# Anundsjö IF
Anundsjö IF är en idrottsförening i Bredbyn i Örnsköldsviks kommun i Sverige, med verksamhet inom bland annat fotboll, ishockey och nordisk skidsport. Föreningen grundades den 21 juli 1921, och har historiskt sett skördat framgångar inom en rad olika grenar.
Största framgångarna på senare år är bland annat avancemanget till 2006 års Division 1 Norra på herrsidan i fotboll.

## Grenar

### Fotboll
Klubben spelade i Sveriges tredje högsta division för herrar 1981-1985.

### Ishockey
Den i slutet av 1970-talet återupptagna ishockeysektionen spelade fram till 2002 i Division 3. I dag bedrivs enbart ungdomsverksamhet i ishockey.

### Nordisk skidsport
1940 vann Anundsjö IF SM-guld i lagtävlingen i herrarnas 30 kilometer längdskidåkning. 1954 vann Georg Vesterlund, Anundsjö IF SM-guld i herrarnas 30 kilometer längdskidåkning. 1976 vann Maria Thulin, Anundsjö IF SM-guld i de äldre damjuniorernas 5 kilometer längdskidåkning.